# Résolution 62 du Conseil de sécurité des Nations unies
Membres permanents
- Chine
- États-Unis
- France
- Royaume-Uni
- URSS

Membres non permanents
- Argentine
- Belgique
- Canada
- Colombie
- Syrie
- RSS d'Ukraine

Résolution no 61 Résolution no 63
La résolution 62 du Conseil de sécurité des Nations unies  est une résolution du Conseil de sécurité des Nations unies adoptée le 16 novembre 1948.
Cette résolution relative à la question de la Palestine, réaffirme les résolutions précédentes sur le même sujet, et en particulier la résolution 54, 
- décide qu'il sera conclu un armistice dans tous les secteurs de la Palestine,
- invite les parties à mener des négociations en vue de parvenir à,
  - définir des lignes de démarcation,
  - envisager un retrait et une réduction des forces en présence.

La résolution a été adoptée.

## Texte
- Résolution 62 sur fr.wikisource.org
- Résolution 62 sur en.wikisource.org